# Sharks
O Sharks é um time profissional de rugby da África do Sul franqueado ao United Rugby Championship fundado em 1997 e administrado pela KwaZulu-Natal Rugby Union, jogando atualmente no Kings Park Stadium na cidade de Durban.

## Uniforme
| Team colours | Team colours | Team colours |
| Team colours |              |              |
| Team colours |              |              |
|              |              |              |
| Principal    |              |              |